# Jordan (flod)
 For alternative betydninger, se Jordan (flertydig). (Se også artikler, som begynder med Jordan)
Jordan er en flod i Mellemøsten. Den udgør grænsen mellem Jordan i øst og Israel og den israelsk besatte Vestbredden i vest. Den har sin kilde i Genesaret sø, en ferskvandssø, og løber mod syd til Det Døde Hav, en saltsø. Jordanfloden er regionens vigtigste ferskvandsressource.
Markusevangeliet kapitel 1, vers 9 fortæller: "I de dage skete det, at Jesus kom fra Nazaret i Galilæa og blev døbt af Johannes i Jordan."
- Farvelagt postkort af Jordanfloden, taget af Karimeh Abbud, ca. 1925.
- De udgravede rester af hvad der siges at være Betania, i det nuværende Jordan, hvor Johannes Døberen skulle have døbt folk.
- Jordanfloden set syd for en bro i det øvre Galilæa.